# راجيندرا كومار (سياسي)
راجيندرا كومار هو سياسي هندي، ولد في 1960. انتخب عضو الجمعية التشريعية في أتر برديش ‏.